# Pink Panteri
Pink Panteri (engl. Pink Panthers) je naziv koji je Interpol dodijelio međunarodnoj zločinačkoj orgnizaciji koja se bavi krađom nakita. Ime prvo dolazi od britanskih vlasti, pošto je jedan član bande sakrio plavi dijamant vrijedan 657 000 dolara u posudi za kremu baš kao i Peter Sellers u filmu  Pink Panther.
Skupina je odgovorna za neke od najsmjelijih i najglamuroznijih pljački u povijesti, zbog čega neki kriminolozi članove ove grupe nazivaju i umjetnicima.
Njihovi ciljevi su se nalazili u nekoliko država i kontinenata, od kojih se pljačka u Japanu smatra za najveću i najuspješniju.
Svojevremeno je londonski list "Guardian" primijetio da na nesreću Interpola i policije iz dvadesetak zemalja u kojima su operirali, ova banda posjeduje određeni stil i skoro neobaveznu nonšalanciju s kojom pljačka draguljarnice samo za najbogatije.
Skupina se sastoji od 200-300 članova iz Srbije,Hrvatske, Bosne i Hercegovine i Crne Gore a neke osiguravajuće kuće smatraju da je zbog smjelih pljački u Dubaiju, Švicarskoj, Japanu, Francuskoj, Lihtenštajnu, Njemačkoj, Luksemburgu, Španjolskoj i Monaku skupina odgovorna za krađu preko 500 milijuna dolara.
U Bernu je, početkom 2012. godine, održan i sastanak stotinjak policajaca iz dvadesetak zemalja koji su tri dana razgovarali o "Pink Panterima", radi unapređivanja suradnje zbog uhićenja ove zločinačke skupine.
Interpolovi službenici kažu da je proteklih godina uhićeno 25, a da se istraga vodi potiv 400 pripadnika ili suučesnika "Pink Pantera".